# Going Seventeen (chương trình tạp kỹ)
Going Seventeen (tiếng Hàn: 고잉 세븐틴) là một Chương trình chiếu mạng tạp kỹ của Hàn Quốc với sự tham gia của nhóm nhạc Seventeen. Chương trình được xem miễn phí trên YouTube và V Live (sau đó là trên Weverse) kể từ khi ra mắt vào ngày 12 tháng 6 năm 2017. Chương trình do các thành viên Seventeen tham gia vào nhiều hoạt động khác nhau tùy thuộc vào ý tưởng của từng tập, nó có thể là  trò chơi hoặc hoàn thành thử thách đến tiểu phẩm, nhập vai và Trò chuyện cùng nhau.
Chương trình bắt đầu chủ yếu với dưới dạng Vlog trong các mùa đầu tiên, giới thiệu các hoạt động khác nhau của Seventeen với nhau đa dạng thể loại và được chiếu không liên tục. Vào năm 2019, Chương trình chính thức chuyển sang định dạng chương trình tạp kỹ và được phát sóng hàng tuần vào thứ Hai kể từ tháng 1 năm 2020. Phần thứ năm cho đến bắt đầu vào tháng 4 năm 2021 và phát sóng vào thứ Tư.

## Dàn diễn viên

### Chính
Seventeen
- S.Coups
- Jeonghan
- Joshua
- Jun
- Hoshi
- Wonwoo
- Woozi
- DK
- Mingyu
- The8
- SeungKwan
- Vernon
- Dino

### Khách mời đặc biệt
- Nhóm sản xuất Going Seventeen

Đạo diễn chính Kim Hyun-seok và nhà sản xuất Lee Eun-song, các thành viên của đội ngũ sản xuất Going Seventeen sẽ xuất hiện đặc biệt trong Going Seventeen 2020 Tập 42-43: "Going vs. Seventeen ", lần đầu tiên tham gia vào chương trình.

## Các tập

### Tổng quan
| Mùa | Mùa | Số tập | Số tập | Phát sóng gốc       | Phát sóng gốc        |
| Mùa | Mùa | Số tập | Số tập | Phát sóng lần đầu   | Phát sóng lần cuối   |
| --- | --- | ------ | ------ | ------------------- | -------------------- |
|     | 1   | 29     | 29     | 12 tháng 6 năm 2017 | 25 tháng 12 năm 2017 |
|     | 2   | 24     | 24     | 5 tháng 2 năm 2018  | 24 tháng 12 năm 2018 |
|     | 3   | 28     | 28     | 11 tháng 3 năm 2019 | 6 tháng 1 năm 2020   |
|     | 4   | 47     | 47     | 27 tháng 1 năm 2020 | 18 tháng 1 năm 2021  |
|     | 5   | 35     | 35     | 14 tháng 4 năm 2021 | 15 tháng 12 năm 2021 |

### Going Seventeen2017
Tất cả các tập trong mùa này ngoại trừ tập cuối cùng (Tập 29) đều ở dạng Vlog giới thiệu các hoạt động khác nhau của Seventeen trong các hoạt động lịch trình của họ. Riêng tập 29 thì có dạng talkshow.
Playlist Going Seventeen 2017
| TT. tổng thể                                                            | TT. trong mùa phim | Tên                                                        | Người Dẫn Chương Trình | Nhóm | Ngày phát hành gốc   |
| ----------------------------------------------------------------------- | ------------------ | ---------------------------------------------------------- | ---------------------- | ---- | -------------------- |
| —                                                                       | 0                  | "Prologue"                                                 | —                      | —    | 5 tháng 6 năm 2017   |
| Hậu trường quay Mv "Don't Wanna Cry"                                    |                    |                                                            |                        |      |                      |
| 1                                                                       | 1                  | "In L.A."                                                  | —                      | —    | 12 tháng 6 năm 2017  |
| Chuyến đi chơi của các thành viên ở Los Angeles                         |                    |                                                            |                        |      |                      |
| 2                                                                       | 2                  | "In L.A."                                                  | —                      | —    | 19 tháng 6 năm 2017  |
| (Tiếp tục của tập 1) Chuyến đi chơi của các thành viên ở Los Angeles    |                    |                                                            |                        |      |                      |
| 3                                                                       | 3                  | "Show Champion"                                            | —                      | —    | 26 tháng 6 năm 2017  |
| Hậu trường Show Champion trong đợt quảng bá "Don't Wanna Cry"           |                    |                                                            |                        |      |                      |
| 4                                                                       | 4                  | "Happy Birthday to Hoshi"                                  | —                      | —    | 3 tháng 7 năm 2017   |
| Hậu trường Show Champion and M Countdown và tổ chức sinh nhật cho Hoshi |                    |                                                            |                        |      |                      |
| 5                                                                       | 5                  | "Concert Poster Shoot Behind"                              | —                      | —    | 10 tháng 7 năm 2017  |
| Hậu Trường buổi chụp hình poster concert của Seventeen                  |                    |                                                            |                        |      |                      |
| 6                                                                       | 6                  | "Fan Sign Meeting in Daegu & Daejeon"                      | —                      | —    | 17 tháng 7 năm 2017  |
| Hậu trường Fansign ở Daegu & Daejeon                                    |                    |                                                            |                        |      |                      |
| 7                                                                       | 7                  | "Concert VCR Shoot Behind"                                 | —                      | —    | 24 tháng 7 năm 2017  |
| 8                                                                       | 8                  | "Diamond Edge Concert Practice Behind"                     | —                      | —    | 31 tháng 7 năm 2017  |
| 9                                                                       | 9                  | "Diamond Edge Concert" (Part 1)                            | —                      | —    | 7 tháng 8 năm 2017   |
| 10                                                                      | 10                 | "Diamond Edge Concert" (Part 2)                            | —                      | —    | 14 tháng 8 năm 2017  |
| 11                                                                      | 11                 | "1st World Tour Diamond Edge in Japan" (Part 1)            | —                      | —    | 21 tháng 8 năm 2017  |
| 12                                                                      | 12                 | "1st World Tour Diamond Edge in Japan" (Part 2)            | —                      | —    | 29 tháng 8 năm 2017  |
| 13                                                                      | 13                 | "4th Mini Album Al1 Jacket Behind"                         | —                      | —    | 4 tháng 9 năm 2017   |
| 14                                                                      | 14                 | "Behind of Behind"                                         | —                      | —    | 11 tháng 9 năm 2017  |
| (cont'd from Ep. 13)                                                    |                    |                                                            |                        |      |                      |
| 15                                                                      | 15                 | "1st World Tour Diamond Edge in Thailand & Hong Kong"      | —                      | —    | 18 tháng 9 năm 2017  |
| 16                                                                      | 16                 | "1st World Tour Diamond Edge in North America" (Part 1)    | —                      | —    | 25 tháng 9 năm 2017  |
| 17                                                                      | 17                 | "1st World Tour Diamond Edge in North America" (Part 2)    | —                      | —    | 2 tháng 10 năm 2017  |
| 18                                                                      | 18                 | "1st World Tour Diamond Edge in Chile & 'My I' M/V Behind" | —                      | —    | 9 tháng 10 năm 2017  |
| 19                                                                      | 19                 | "1st World Tour Diamond Edge in Jakarta & Singapore"       | —                      | —    | 16 tháng 10 năm 2017 |
| 20                                                                      | 20                 | "1st World Tour Diamond Edge in Taipei"                    | —                      | —    | 23 tháng 10 năm 2017 |
| 21                                                                      | 21                 | "1st World Tour Diamond Edge in Kuala Lumpur"              | —                      | —    | 30 tháng 10 năm 2017 |
| 22                                                                      | 22                 | "1st World Tour Diamond Edge in Manila"                    | —                      | —    | 6 tháng 11 năm 2017  |
| 23                                                                      | 23                 | "1st World Tour Diamond Edge Behind" (Part 1)              | —                      | —    | 13 tháng 11 năm 2017 |
| 24                                                                      | 24                 | "1st World Tour Diamond Edge Behind" (Part 2)              | —                      | —    | 20 tháng 11 năm 2017 |
| 25                                                                      | 25                 | "The Making of the Album Teen, Age"                        | —                      | —    | 27 tháng 11 năm 2017 |
| 26                                                                      | 26                 | "The Behind of Mnet Present Special & Showcase"            | —                      | —    | 4 tháng 12 năm 2017  |
| 27                                                                      | 27                 | "Show Champion & 1st Fan Sign Meeting"                     | —                      | —    | 11 tháng 12 năm 2017 |
| 28                                                                      | 28                 | "Fan Meeting & Music Bank Behind"                          | —                      | —    | 25 tháng 12 năm 2017 |
| 29                                                                      | 29                 | "Special Going Seventeen"                                  | Wonwoo · DK · Hoshi    | —    | 25 tháng 12 năm 2017 |

### Going Seventeen Spin-off(2018)
Các tập trong phần này ở định dạng Vlog là chủ yếu.
| TT. tổng thể | TT. trong mùa phim | Tên                                                                                 | Người dẫn chương trình | Nhóm (Nội Dung) | Ngày phát hành gốc   |
| --- | ------------------ | ----------------------------------------------------------------------------------- | ---------------------- | --- | -------------------- |
| 30 | 1                  | "Episode 1"                                                                         | Mingyu                 | Phần thưởng là của tui (Jeonghan, S.Coups, Jun, Seungkwan) · Dokyeomie làm tốt lắm (DK, Joshua, Wonwoo, Woozi) · Rose Quartz Bạn là Serenity (The8, Hoshi, Vernon, Dino) | 5 tháng 2 năm 2018   |
| Chia Nhóm để nấu Canh Bánh Gạo nhân dịp năm mới |                    |                                                                                     |                        | |                      |
| 31 | 2                  | "Time Letter"                                                                       | none                   | none | 19 tháng 2 năm 2018  |
| Từng thành viên đọc bức thư mà chính bản thân đã viết cho mình ở tương lai ở một năm trước |                    |                                                                                     |                        | |                      |
| 32 | 3                  | "Episode 3"                                                                         | —                      | — | 5 tháng 3 năm 2018   |
| Quá trình sáng tác, thu âm và quay cho album đặc biệt DIRECTOR'S CUT |                    |                                                                                     |                        | |                      |
| 33 | 4                  | "Episode 4"                                                                         | —                      | — | 19 tháng 3 năm 2018  |
| Hậu trường quảng bá Thanks |                    |                                                                                     |                        | |                      |
| 34 | 5                  | "Episode 5"                                                                         | —                      | — | 2 tháng 4 năm 2018   |
| Thu âm bài hát "Just Do It" (거침없이) của BSS. |                    |                                                                                     |                        | |                      |
| 35 | 6                  | "Episode 6"                                                                         | —                      | — | 17 tháng 4 năm 2018  |
| - Buổi tổng duyệt thứ nhất của 2018 JAPAN ARENA TOUR - YOKOHAMA ARENA CONCERT DAY 1 - YOKOHAMA ARENA CONCERT DAY 2 - FanSign ở Tokyo - Quay Abema TV |                    |                                                                                     |                        | |                      |
| 36 | 7                  | "Episode 7"                                                                         | —                      | — | 30 tháng 4 năm 2018  |
| - Tổng duyệt sân khấu cho concert tại Tokyo - Chuyến đi chơi của Seventeen sau concert tại Tokyo - Fansign tại Nagoya - GAISHI HALL CONCERT DAY 1 |                    |                                                                                     |                        | |                      |
| 37 | 8                  | "Episode 8"                                                                         | Jun                    | Tập này chỉ có S.Coups, Jeonghan, Jun, Wonwoo, DK and Seungkwan (người đứng đầu: Jeonghan, người đứng cuối: S.Coups) | 14 tháng 5 năm 2018  |
| Học làm vòng hoa - Làm vòng hoa cho nhau (S.coups -> Jeonghan, Wonwoo -> Seungkwan, Jun -> S.Coups, Seungkwan -> Wonwoo, Jeonghan -> DK, DK -> Jun) - Người đứng cuối sẽ phải đội vòng hoa của người đứng đầu đi ra đường và quay video trong 15s             |                    |                                                                                     |                        | |                      |
| 38 | 9                  | "Episode 9"                                                                         | Mingyu                 | Tập này có Joshua, Hoshi, Woozi, Mingyu, The8, Vernon and Dino. các thành viên khác đã tham gia ở tập trước | 28 tháng 5 năm 2018  |
| Các thành viên cùng học vẽ tranh |                    |                                                                                     |                        | |                      |
| 39 | 10                 | "Episode 10"                                                                        | —                      | — | 11 tháng 6 năm 2018  |
| - Buổi chụp hình MD cho cuộc triển lãm kỷ niệm 3 năm - các thành viên tự quay MV cho bài hát Run to you - Buổi triễn lãm kỷ niệm 3 năm |                    |                                                                                     |                        | |                      |
| 40 | 11                 | "Call Call Call to CARATs through the Behind-the Scenes of Seventeen's Japan Debut" | —                      | — | 25 tháng 6 năm 2018  |
| - chụp hình cho WEGO - Hậu trường Showcase Debut tại Nhật Bản - Sự Kiện Hi-touch - Performance team tham gia workshop tại En Dance Studio - Thời gian nghỉ ngơi của Seventeen tại Nhật - Vở kịch của Dokyum và Jeonghan. - Ghi hình tại Fuji TV               |                    |                                                                                     |                        | |                      |
| 41 | 12                 | "Seventeen Preparing for the Ideal Cut Concerts"                                    | —                      | — | 9 tháng 7 năm 2018   |
| - Chụp hình MD cho "IDEAL CUT" - Quay VCR cho "IDEAL CUT" Concert - Luyện tập cho Concert - Thu âm bài hát "Touch" của Hoshi |                    |                                                                                     |                        | |                      |
| 42 | 13                 | "Seventeen and CARAT's Ideal Cut"                                                   | —                      | — | 23 tháng 7 năm 2018  |
| Hậu trường "IDEAL CUT" Concert |                    |                                                                                     |                        | |                      |
| 43 | 14                 | "Promotions for You Make My Day" (Part 1)                                           | —                      | — | 7 tháng 8 năm 2018   |
| - Chụp ảnh, quay MV cho Mini Album thứ 5 "You Make My Day" - Hậu trường showcase Mini Album thứ 5 "You Make My Day" |                    |                                                                                     |                        | |                      |
| 44 | 15                 | "Promotions for You Make My Day" (Part 2)                                           | —                      | — | 20 tháng 8 năm 2018  |
| Hậu trường các sân khấu quảng bá cho Mini Album thứ 5 "You Make My Day" |                    |                                                                                     |                        | |                      |
| 45 | 16                 | "Seventeen's Free Time" (Part 1)                                                    | none                   | Thi đấu Futsal: Team S.Coups (S.Coups, Hoshi, Woozi, Seungkwan) · Team Jeonghan (Jeonghan, DK, Mingyu, Dino) Chơi Game: Joshua, Jun, Wonwoo, The8, Vernon | 3 tháng 9 năm 2018   |
| 46 | 17                 | "Seventeen's Free Time" (Part 2)                                                    | none                   | Thi đấu Futsal: Team S.Coups (S.Coups, Hoshi, Woozi, Seungkwan) · Team Jeonghan (Jeonghan, DK, Mingyu, Dino) Chơi: Joshua, Jun, Wonwoo, The8, Vernon | 17 tháng 9 năm 2018  |
| 47 | 18                 | "2018 Ideal Cut Tour" (Part 1)                                                      | —                      | — | 1 tháng 10 năm 2018  |
| Hậu trường của "2018 Ideal Cut Tour" tại Hồng Kông, nhật Bản |                    |                                                                                     |                        | |                      |
| 48 | 19                 | "2018 Ideal Cut Tour" (Part 2)                                                      | —                      | — | 15 tháng 10 năm 2018 |
| Hậu trường Concert tại Saitama Super Area, Jakarta. |                    |                                                                                     |                        | |                      |
| 49 | 20                 | "2018 Ideal Cut Tour" (Part 3)                                                      | —                      | — | 29 tháng 10 năm 2018 |
| - Hậu trường Concert tại Kuala Lumpur, Manila. - Quá trình tự làm MV Cho bài hát "Holiday" của Wonwoo. |                    |                                                                                     |                        | |                      |
| 50 | 21                 | "TTT (MT SVT Reality)" (Part 1)                                                     | none                   | Nhóm: - Nhóm trên xe để di chuyển: Xe S.Coups (S.Coups, Jun, Seungkwan, Dino) · Xe Jeonghan (Jeonghan, Joshua, DK, Vernon) · Team The8 (Wonwoo, Hoshi, Woozi, Mingyu,) - Chia team ở trò chơi bóng chuyền chân: Team S.Coups (S.Coups, Wonwoo, Dino) · Team Jeonghan (Jeonghan, Mingyu, The8) · Team Woozi (Jun, Hoshi, Woozi, Vernon) · Team Seungkwan (Joshua, DK, Seungkwan) | 12 tháng 11 năm 2018 |
| - Trên đường di chuyển nhóm của xe Jeonghan phải đi siêu thị mua đồ. - Trong trò chơi bóng chuyền chân nhóm đứng hạn 4 và nhóm được chọn bởi nhóm hạn sẽ phải nấu ăn (Kết Quả: nhóm 1: nhóm Jeonghan,Hạng 4: nhóm Woozi) ->Nhóm Của Woozi và Seungkwan nấu ăn |                    |                                                                                     |                        | |                      |
| 51 | 22                 | "TTT (MT SVT Reality)" (Part 2)                                                     | none                   | Nhóm Dọn Dẹp (DK, Seungkwan, Vernon, Dino) | 26 tháng 11 năm 2018 |
| Cả nhóm chơi trò Zombie để chọn ra nhóm dọn dẹp |                    |                                                                                     |                        | |                      |
| 52 | 23                 | "TTT (MT SVT Reality)" (Part 3)                                                     | none                   | Nhóm: - Nhóm nhảy xuống nước (Woozi, Seungkwan, Vernon) - Nhóm nấu ăn buổi sáng (Jeonghan, Woozi) | 10 tháng 12 năm 2018 |
| - Cả nhóm chơi trò "từ cấm" và trò búng nắm chai để chọn ra nhóm ngảy xuống nước. - Jun và The8 phải rời đi và có lịch trình riêng. - Các thành viên phải chơi trò trả lời các TMI mà tổ đạo diễn ra để chọn ra nhóm nấu ăn buổi sáng.                        |                    |                                                                                     |                        | |                      |
| 53 | 24                 | "Year-End Special"                                                                  | none                   | none | 24 tháng 12 năm 2018 |

### Going Seventeen2019
Mùa này đánh dấu sự thay đổi chủ đề của Going Seventeen, chuyển từ Vlog (Tập 1, 2, 5, 8, 9, 12 và 13) sang chương trình tạp kỹ (Tập 3, 4, 6, 7, 10, 11, 14 và trở đi). Đây cũng là mùa đầu tiên chương trình sử dụng các bài hát chủ đề mở đầu và kết thúc.
Playist Vietsub Going Sevnteen 2019
| TT. tổng thể | TT. trong mùa phim | Chủ Đề                                                  | Người dẫn chương trình | Nhóm | Ngày phát hành gốc   |
| --- | ------------------ | ------------------------------------------------------- | ---------------------- | --- | -------------------- |
| 54 | 1                  | "Episode 1"                                             | —                      | — | 11 tháng 3 năm 2019  |
| - Thu âm "Hug" cho mini album thứ 6 - Thu âm "Home" tiếng trung - Tập vũ đạo "Getting Closer", "Good to me" - Họp báo You Made My Dawn |                    |                                                         |                        | |                      |
| 55 | 2                  | "Episode 2"                                             | —                      | — | 25 tháng 3 năm 2019  |
| - Hậu trường các sân khấu Quảng bá cho Album. - Sự kiện đặc biệt GV. |                    |                                                         |                        | |                      |
| 56 | 3                  | "Episode 3"                                             | none                   | none | 8 tháng 4 năm 2019   |
| 57 | 4                  | "Presenting the New Employees of Going Entertainment"   | none                   | none | 21 tháng 4 năm 2019  |
| Các thành viên Seventeen trở thành nhân viên công ty để lên ý tưởng cho Going Seventeen. |                    |                                                         |                        | |                      |
| 58 | 5                  | "Carat Land Behind"                                     | —                      | — | 21 tháng 4 năm 2019  |
| Unit Reverse thu âm "Bring it", "Change up". - Quay VCR cho CaratLand. - Phần tập nhảy của Unit Reverse "Flower", "My I". *Hậu Trường CaratLand. |                    |                                                         |                        | |                      |
| 59 | 6                  | "Making the Going Seventeen Opening Song"               | none                   | none | 20 tháng 5 năm 2019  |
| 60 | 7                  | "Making the Going Seventeen Opening Video"              | none                   | none | 3 tháng 6 năm 2019   |
| Sản Xuất bài hát và video mở đầu cho Going Seventeen. |                    |                                                         |                        | |                      |
| 61 | 8                  | "Japan Haru Concert" (Part 1)                           | —                      | — | 17 tháng 6 năm 2019  |
| - Các thành viên thư giản ở Fukuoka (Nhóm đi biển(Jeonghan, Joshua, The8), Nhóm khu vui chơi (Jun, Mingyu, Seungkwan)) - Concert "Haru" tại Fukuoka, Shizouka. |                    |                                                         |                        | |                      |
| 62 | 9                  | "Japan Haru Concert" (Part 2)                           | —                      | — | 1 tháng 7 năm 2019   |
| - Concert "Haru" tại Saitama Super Arena, Makuhari Messe, Osaka, - Tiến hành chia nhóm cho tập sau bằng cách các thành viên chọn 2 loại thức uống là Cafe và Sữa (Nhóm Cafe: S.Coups, Hoshi, Wonwoo, Woozi, Mingyu, Dino) (Nhóm sữa: Jeonghan, Joshua, Jun, Hoshi, DK, The8, Seungkwan, Vernon) -> Sáng tạo ra babo Latte |                    |                                                         |                        | |                      |
| 63 | 10                 | "Dang-Dang-Gam-Che" (Part 1)                            | Hoshi                  | Milk Team (Jeonghan, Joshua, Jun, Hoshi, DK, The8, Seungkwan, Vernon) · Coffee Team (S.Coups, Hoshi, Wonwoo, Dino)         | 15 tháng 7 năm 2019  |
| 64 | 11                 | "Dang-Dang-Gam-Che" (Part 2)                            | Hoshi                  | Nhóm Sữa (Jeonghan, Joshua, Jun, Hoshi, DK, The8, Seungkwan, Vernon) · Nhóm Coffee (S.Coups, Hoshi, Wonwoo, Dino)          | 29 tháng 7 năm 2019  |
| - Các hoạt động của nhóm Sữa (1.Cho bò và cừu ăn, 2.Dọn chuồng, 3.Vắt sữa bò, 4.Làm kem và phô mai từ sữa) - Các hoạt động của nhóm Cafe (1.Tham bảo tàng cafe, 2. Tưới nước cho cây cafe, 3.Chơi trò hỏi đáp về cafe, 4.Học quy trình rang, xay cafe) |                    |                                                         |                        | |                      |
| 65 | 12                 | "SVT Trip" (Part 1)                                     | —                      | — | 12 tháng 8 năm 2019  |
| 66 | 13                 | "SVT Trip" (Part 2)                                     | —                      | — | 26 tháng 8 năm 2019  |
| Chuyến đi chơi của Seventeen ở N.Y |                    |                                                         |                        | |                      |
| 67 | 14                 | "MBTI of SVT" (Part 1)                                  | none                   | none | 9 tháng 9 năm 2019   |
| Tất cả các thành viên Seveteen làm bài kiểm tra MBTI - Kết quả: 1. Nhóm Người lý tưởng hóa (INFP): S.Coups, Jun, Hoshi, DK. 2. Nhóm Người truyền cảm hứng (ENFP): Seungkwan, Vernon. 3. Nhóm Người che chở (INFJ):Wonwoo, Woozi, The8. 4. Nhóm Người cho đi (ENFJ): Joshua, Mingyu, Dino. 5. Nhóm Người nuôi dưỡng (ISFJ): Jeonghan. |                    |                                                         |                        | |                      |
| 68 | 15                 | "MBTI of SVT" (Part 2)                                  | none                   | none | 23 tháng 9 năm 2019  |
| 69 | 16                 | "MBTI of SVT" (Part 3)                                  | none                   | none | 30 tháng 9 năm 2019  |
| Tiến hành làm một tình huống Camera ẩn để kiểm tra độ chuẩn xác của MBTI. |                    |                                                         |                        | |                      |
| 70 | 17                 | "Escape Singing Room" (Part 1)                          | none                   | Đội 1: Seungkwan, Hoshi, Mingyu, DK, Jeonghan, Woozi. Đội 2: S.Coups, Joshua, Jun, Woowoo, The8, Vernon, Dino. none        | 7 tháng 10 năm 2019  |
| Luật chơi: - Hai đội sẽ hát nếu nhận được 100đ thì sẽ được về nhà. Tuy nhiên: - Phải chọn bài hát có ba chữa sô - Nếu muốn thử những bài hát khác thì phải thực hiện nhiệm vụ ẩn - Trốn thoát là nhiệm vụ theo đội nhưng nhiệm vụ ẩn thì phải làm theo nhóm. - Nhiệm vụ ẩn: · 1. 3 minigame trên đàn piano (Đánh bóng(Trúng bóng 20 lần), nhảy dây (Nhảy kép 10 lần), Jegichagi (Tâng 20 quả trong 1 lần) · 2. Xếp hình nhưng các mảnh ghép đã bị giấu đi. (Hoàn thành có được sổ danh sách bài hát) · 3. xếp chống 13 chiếc lon và giữ trong vòng 10s. (Hoàn thành sẽ được hát bài hát có 4 chữa số.) |                    |                                                         |                        | |                      |
| 71 | 18                 | "Escape Singing Room" (Part 2)                          | none                   | Đội 1: Seungkwan, Hoshi, Mingyu, DK, Jeonghan, Woozi. Đội 2: S.Coups, Joshua, Jun, Woowoo, The8, Vernon, Dino.             | 21 tháng 10 năm 2019 |
| - Nhiệm vụ ẩn: 4. Giải một bài toán(Hoàn thành nhận được bảng điều) |                    |                                                         |                        | |                      |
| 72 | 19                 | "Debate Night" (Part 1)                                 | Wonwoo                 | Đội Interstella: S.Coups, Joshua, Jun, Mingyu, Seungkwan, & Dino · Đội Hiện tại: Jeonghan, Hoshi, Woozi, DK, The8 & Vernon | 28 tháng 10 năm 2019 |
| Chia làm 2 đội để tranh luận về những vấn đề của cuộc sống hằng ngày: - 3 con mắt vs 3 cái tay - Cả đời sống trong thân xác 60 tuổi vs Sống cả đời trong thân xác 10 tuổi |                    |                                                         |                        | |                      |
| 73 | 20                 | "Debate Night" (Part 2)                                 | Wonwoo                 | Đội Interstella: S.Coups, Joshua, Jun, Mingyu, Seungkwan, & Dino · Đội Hiện tại: Jeonghan, Hoshi, Woozi, DK, The8 & Vernon | 4 tháng 11 năm 2019  |
| Chủ đề tuần này: - Sống cùng bồ câu trong 1 năm (sống cùng 5 con chim bồ câu) vs Sống trong thân xác của bồ câu trong 1 năm (Vẫn giữ lại được ký ức khi là một con người) - Vật dụng được mang theo nếu sống 1 tháng trên đảo hoang: Hộp trang điểm vs Cây sáo - Luyện tập sáng (10h sáng -> 6h chiều) vs luyện tập đêm (2h đêm -> 10h sáng) |                    |                                                         |                        | |                      |
| 74 | 21                 | "TTT (Camping Ver.)" (Part 1)                           | none                   | none | 4 tháng 11 năm 2019  |
| Các thành viên cần hoàn thành yêu cầu lấy kim cương để có thể mua vật dụng và đồ ăn cho buổi cắm trại. |                    |                                                         |                        | |                      |
| 75 | 22                 | "TTT (Camping Ver.)" (Part 2)                           | none                   | none | 18 tháng 11 năm 2019 |
| Các trò chơi: 1. Trò chơi tinh ý (·Staff sẽ đọc tên một thành viên và một con số bất kỳ, số lượng thành viên phải đứng lên phải đúng vs con số mà staff đọc và ngoại trừ người được nêu tên. · Pass nếu đúng 3 lần liên tập, ·Có 3 cơ hội) -> 5 Kim cương 2. Dokyeom Game (·Được lấy cảm hứng từ ứng xử của DK trong buổi camera ẩn MBTI · Chạy khi có lệnh còi, ·Phải chạy 3m trong 1.3s và có 3 cơ hội) -> 5 Kim cương 3. Pied piper (Pi.bu.sa) (·Thổi sáo theo giai điệu của 1 bài hát· các thành viên phải đoán tên bài hát, ·Đoán 3 bài trong vòng 100s và có 3 cơ hội) -> 5 Kim cương 4. Snap Shot (· Trong vòng 30s một camera man sẽ di chuyển các thành viên phải di chuyển theo để có thể xuất hiện trong khung hình của camera, ·Phải có mặt ít nhất của 6 thành viên · Có 3 cơ hội) -> 7 Kim cương 5. Oẳn tù xì (·Chỉ có 1 cơ hội) -> 10 Kim cương 6. Diễn tả bằng cơ thể (· Diễn tả từ cho trước bằng cơ ·100s phải đoán đúng được 3 từ · Có 3 cơ hội) -> 7 Kim cương 7. Thần giao cách cảm ngẫu nhiên (· Staff sẽ đọc một từ khóa sau đó các thành viên sẽ viết hoặc vẽ ra từ khóa đó theo suy nghĩ của mình ·Các thành viên bị staff đọc tên sẽ phải có cùng một đáp án · Có 3 cơ hội) -> 5 Kim cương 8. Xoay vòi voi (· 2 người xoay 10 vòng, ·Một người phát cầu một người bắt cầu · Có 3 cơ hội) -> 7 Kim cương                                                                                      |                    |                                                         |                        | |                      |
| 76 | 23                 | "TTT (Camping Ver.)" (Part 3)                           | none                   | none | 2 tháng 12 năm 2019  |
| Các thành viên cùng ăn uống và trò chuyện với nhau |                    |                                                         |                        | |                      |
| 77 | 24                 | "SVT Playground" (Part 1)                               | none                   | none | 9 tháng 12 năm 2019  |
| Các thành viên chơi các trò chơi hồi nhỏ ở sân chơi 1. Trò chơi thoát hiểm (· Người đi bắt phải nhắm mắt (có thể mở he hé, được 3 lần mở mắt to) ·Người chơi không được chạy chỉ được đi bộ · Nếu chạm chân xuống sân thì sẽ trở thành người đi bắt (có thể dẫm lên các thứ khác)· Người chơi phải tránh ngườ đi bắt và thoát hiểm (lối thoát hiểm là cầu trượt)· Sau 4 phút mới được thoát hiểm) |                    |                                                         |                        | |                      |
| 78 | 25                 | "SVT Playground" (Part 2) & "SVT Secret Santa" (Part 1) | none                   | none | 16 tháng 12 năm 2019 |
| - Các trò chơi phần SVT Playground: - 2.Trò đá lon (· Sau khi đá lon người bắt phải nhắm mắt và đếm đến 30 ·Trong khi đó các thành viên còn lại sẽ đi trốn · Người bắt mà tìm ra đường người chơi nào thì dẫm vào lon và hô tên người · Người chơi nào mà bị bắt thì sẽ được canh giữ ở kế · Nếu ai nhanh chân đá được lon thì tất cả các thành viên bị bắt sẽ được cứu·người bắt mà bắt được 6 thành viên thì sẽ chiến thắng) - 3. Hoa Mugung đã nở rồi (· Các người chơi sẽ phải tiếp cận người bắt trong lúc hô "hoa mugung đã nở rồi" ·Sau khi nói xong người bắt sẽ quay ra sau nhìn trong lúc đó những người còn lại sẽ phải đứng yên tại chỗ (di chuyển thì sẽ bị bắt) · Nếu ai chạm vào được người bắt thì sẽ nhanh chóng chạy về vạch xuất phát · Nếu không bắt được thì người bắt thua nếu bắt được người bị bắt sẽ phải làm tiếp người bắt) - 4. Ném (· Nếu ném trúng đồ vật mình chọn thì sẽ thành công ·Trong khi đó các thành viên còn lại sẽ đi trốn · Người còn lại cuối cũng sẽ phải bị phạt) - SVT Secret Santa: - Các thành viên (trừ Woozi) chia làm 2 loại là Santa đen và Santa trắng. Các Santa phải thực hiện đúng các nhiệm vụ và yêu cầu mà mình đã bóc trúng. - Sau khi kết thúc bữa tiệc Woozi đoán các danh tính của các Santa. Nêu Woozi đoán đúng bao nhiêu Santa sẽ nhận được số lượng món quà tương ứng - Santa nào dấu thành công được thân phận của mình thì cũng sẽ nhân được quà. |                    |                                                         |                        | |                      |
| 79 | 26                 | "SVT Secret Santa" (Part 2)                             | none                   | none | 23 tháng 12 năm 2019 |
| - Santa Trắng - Jeonghan (Khen Woozi 3 lần) -> Máy chơi game - Wonwoo (Cười phá lên trước lời nói của Woozi ít nhất 3 lần) -> Túi hút ẩm - The8 (Không được cách xa Woozi quá 2m) -> Ipad - DK (Gây cười bằng thơ 2 dòng với tên Woozi) -> Bọc Bong bóng - Mingyu (Ôm sau lưng Woozi) -> Đồ bịt mắt - Black Santa - Joshua (Cằn nhằn 3 lần) -> 1 chiếc dép - Jun (Cướp đồ trong tay Woozi 3 lần) -> Miếng bảo vệ hàm có đèn LED - Seungkwan (Làm cho Woozi nói "Em là Santa Trắng") -> Bộ Sạc 24 pin giờ không còn dùng - Dino (Làm cho Woozi nói "Đi chỗ khác đi") -> Gạch - Vernon (Làm Nhột) - Hoshi (Nói kiếu ASMR với Woozi "Tớ là Santa đen") -> Album "An Ode" |                    |                                                         |                        | |                      |
| — | —                  | "TTT Compilation"                                       | —                      | — | 29 tháng 12 năm 2019 |
| 80 | 27                 | "The Secret Life of Going Sevong" (Part 1)              | none                   | none | 30 tháng 12 năm 2019 |
| 81 | 28                 | "The Secret Life of Going Sevong" (Part 2)              | none                   | none | 6 tháng 1 năm 2020   |
| Jeonghan chủ trì một cuộc họp giữa các thành viên của Seventeen để thảo luận về các ý tưởng và khái niệm cho Going Seventeen 2020 vào năm sau, nơi họ sẽ thực hiện một dự án có tên là "Monthly Seventeen" - ý tưởng của các thành viên sẽ được đưa ra mỗi tháng. Từng thành viên cũng được nhóm sản xuất phỏng vấn từng người một về ý tưởng của họ cho Going Seventeen 2020 vào năm sau. |                    |                                                         |                        | |                      |

### Going Seventeen2020
Phần này bao gồm các tập nằm trong dự án "Monthly Seventeen" của Seventeen (từ tập 27-28 của Going Seventeen 2019: "The Secret Life of Going Sevong"), trong đó mỗi thành viên đóng góp một ý tưởng và nó có thể sẽ được triển khai vào mỗi tháng trong mùa.
Playlist vietsub Going Seventeen
| TT. tổng thể | TT. trong mùa phim |                                               | Chủ trì   | Nhóm | Ngày phát hành gốc   |
| --- | ------------------ | --------------------------------------------- | --------- | --- | -------------------- |
| 82 | 1                  | "Mystery Mystery" (Part 1)                    | DK        | none | 27 tháng 1 năm 2020  |
| Seventeen thực hiện thử thách ăn các món ăn truyền thống của Hàn Quốc theo nhiều cách khác nhau Có 4 giai đoạn khác nhau: - Giai đoạn 1: Mở đầu của MYSTERY: Món miến trộn (Từng thành viên lựa chọn ngẫu nhiên dụng cụ để ăn và chỉ có 5s để ăn) ·Joshua (15: Nĩa tạ nặng 15kg) ·Jun (4: Bao tay ni lông của thành viên nhắm mắt) ·Wonwoo (18: Nĩa tạ nặng 8kg) ·Hoshi (20: Bao tay ni lông của thành viên nhắm mắt) ·Woozi (10: Đũa của thành viên nhắm mắt) ·The8 (8: Đũa) ·Mingyu (1: Nĩa ăn trái cây) ·DK (7: Bao tay ni lông) ·Seungkwan (11: Tăm) ·Vernon (2: Nĩa) ·Dino (17: Một chiếc đũa) - Giai đoạn 2: Hương vị kỳ lạ: Bánh kimchi chiên (Từng thành viên lựa chọn ngẫu nhiên nguyên liệu đặt biệt cho món bánh) ·Joshua (3: Nước sốt gà cay) ·Jun (18: Kem trà xanh) ·Wonwoo (14: Việt quất) ·Hoshi (2: Cheese) ·Woozi (5: Kem Socala bạc hà) ·The8 (8: Thịt Xông khói) ·Mingyu (1: Cá Ngừ) ·DK (9: Syrup Chocalate) ·Seungkwan (19: Tỏi) ·Vernon (20: Mùi tạt) ·Dino (16: Ớt xanh) |                    |                                               |           | |                      |
| 83 | 2                  | "Mystery Mystery" (Part 2)                    | DK        | none | 3 tháng 2 năm 2020   |
| - Giai đoạn 3: Bữa ăn trong im lặng: Canh bánh gạo với đồ ăn kèm (Các thành viên lựa chọn thời gian và cường độ âm thanh khi ăn) ·Joshua (4: 3p, 8: 70dB) ·Jun (6: 40s, 6: 65dB) ·Wonwoo (10: 50s, 13: 80dB) ·Hoshi (20: 2p, 20: 40dB) ·Woozi (13: 3p, 14: 60dB) ·The8 (8: 2p, 5: 75dB) ·Mingyu (1: 2p30s, 1: 85dB) ·DK (2: 5p, 18: 1000dB) ·Seungkwan (17: 2p30s, 17: 60dB) ·Vernon (12: 30s, 12: 70dB) ·Dino (15: 1p30s, 7: 55dB) - Giai đoạn 4: Ngọt ngào, mặn chát, chua lòm: sikhye (Các thành viên lựa chọn 1 trong 20 ly nước trước mặt để uống) ·Joshua (giấm) ·Jun (Bình thường) ·Wonwoo (Bình thường) ·Hoshi (muối) ·Woozi (giấm) ·The8 (muối) ·Mingyu (giấm) ·DK (Giấm) ·Seungkwan (muối) ·Vernon (Bình thường) ·Dino (Bình thường) |                    |                                               |           | |                      |
| 84 | 3                  | "Don't Lie" (Part 1)                          | none      | Dân thường (S.Coups, Joshua [Bác sĩ], Jun, Wonwoo, Woozi, DK, Mingyu, Seungkwan [Cảnh sát], Vernon & Dino) · Mafia (Jeonghan, Hoshi & The8)                                                                    | 10 tháng 2 năm 2020  |
| Seventeen chơi kết hợp giữa các trò chơi Mafia và truy tìm kho báu. - Các dân thường phải suy ra danh tính và loại bỏ ba Mafia đang ẩn náu trong số họ trong lúc tìm một túi ₩ 500.000 tiền mặt được Mafia giấu ở đâu đó trong khu vực trò chơi. - Mỗi vòng có 5 phút để tìm kho báu. Trước khi truy tìm kho báu, họ phải chơi một trò chơi nhỏ để có thể thêm thời gian tìm kiếm. - Khi tìm thấy kho báu mafia phải nói cho MC biết. Mc sẽ thông báo tiền đã được tìm thấy mà không cho biết tên của người đó. - Nếu dân thường tìm thấy tiền bị chết trong game số tiền sẽ bị mafia giấu lại một lần nữa - Người tìm thấy tiền và giữ được nó đến vòng cuối sẽ nhận được sô tiến đó. - Nếu không ai tìm thấy mafia sẽ nhận số tiền đó. Vòng 1 - Bị Voted loại: Jun Vòng 2 - Bị Mafia giết: Seungkwan nhưng được bác sĩ cứu. - Bị voted loại: Jeonghan |                    |                                               |           | |                      |
| 85 | 4                  | "Don't Lie" (Part 2)                          | none      | Dân thường (S.Coups, Joshua [Bác sĩ], Jun, Wonwoo, Woozi, DK, Mingyu, Seungkwan [Cảnh sát], Vernon & Dino) · Mafia (Jeonghan, Hoshi & The8)                                                                    | 17 tháng 2 năm 2020  |
| Vòng 3 - Bị Mafia giết: Seungkwan - Bị Voted chết: Mingyu Vòng 4 - Bị Mafia giết: Vernon => The Mafia thắng |                    |                                               |           | |                      |
| 86 | 5                  | "Boo Seung-kwan's Past Life Destiny" (Part 1) | Seungkwan | Đa dạng | 24 tháng 2 năm 2020  |
| - Phần 1: Nhảy báo danh - Phần 2: Lựa chọn cặp đôi Cướp lấy trái tim tôi đi - Dino: Wonwoo - Vernon: Wonwoo, Dino - Joshua: Wonwoo, The8, Jeonghan - Jun: Hoshi, DK |                    |                                               |           | |                      |
| 87 | 6                  | "Boo Seung-kwan's Past Life Destiny" (Part 2) | Seungkwan | ·JHHJ ( Jeonghan, Joshua) ·MyI ( Jun, The8) ·Mingyuu~zi ( Woozi, Mingyu ) ·SeokSoon Talk( Hoshi, DK ) ·Cơm hộp ngày ấy( Vernon, Dino ) ·MC Line( Wonwoo )                                                      | 2 tháng 3 năm 2020   |
| - Phần 2: Lựa chọn cặp đôi Cướp lấy trái tim tôi đi (tt) - Mingyu: Không - The8: Joshua - DK: Wonwoo, Hoshi, Mingyu, Joshua, Jeonghan - Woozi: Joshua, Jeonghan, Jun, Wonwoo, Hoshi,The8, Mingyu, DK, Seungkwan, Vernon, Dino. - Phần 3: Ngày hội thể thao vui vẻ 1. Limbo 2 người 3 chân => JHHJ và MyI thắng |                    |                                               |           | |                      |
| 88 | 7                  | "Boo Seung-kwan's Past Life Destiny" (Part 3) | Seungkwan | ·JHHJ ( Jeonghan, Joshua) · ( Wonwoo, The8) ·Mingyuu~zi ( Woozi, Mingyu ) ·SeokSoon Talk( Hoshi, DK ) ·Cơm hộp ngày ấy( Vernon, Dino ) ·( Jun )                                                                | 9 tháng 3 năm 2020   |
| - Phần 3: Ngày hội thể thao vui vẻ 1. Twister Body => JHHJ thắng - Phần 4: Phần ghép cặp cuối cùng thử cướp cặp của mình đi Nhóm MyI Bị thay đổi -> Wonwoo và The8 thành 1 cặp Các nhóm khác vẫn được giữ nguyên. - Phần 5: diễn lại cảnh phim nổi tiếng 'Bạn là cảnh phim nổi tiếng của mình' - Cơm hộp ngày xưa: Xin lỗi, anh yêu em - Wonwoo, The8: The Age of Wild Men - SeokSoo Talk: Tiếng Thét - JHHJ: Xin lỗi, anh yêu em - Mingyuu~zi: Chuyện tình Paris => Hạng 1 đội Cơm hộp ngày xưa ( 4 phiếu ) |                    |                                               |           | |                      |
| 89 | 8                  | "Insomnia-Zero" (Part 1)                      | Hoshi     | none | 16 tháng 3 năm 2020  |
| Các thành viên của Seventeen thực hiện thử thách cố gắng đi vào giấc ngủ, hoặc ít nhất là duy trì nhịp tim ổn định khi nằm xuống trong vòng ba phút. Trong khi một thành viên cố gắng ngủ, các thành viên của anh ấy sẽ cố gắng đánh lạc hướng anh ấy - Quy luật: 1. Đeo máy đo nhịp tim và ngủ trong 3 phút 2. Top 3 người có nhịp tim ổn định nhất sẽ được tan làm (Khoảng cách giữa nhịp tim nhỏ nhất và cao nhất phải nhỏ) 3. Nói chuyện hoặc mở mắt sẽ bị loại 4. người quản trò Hoshi nếu lọt vào top3 có thể gọi những người đã tan làm quay lại Vòng 1: Nói xấu trước mặt Top 3: The8, DK, Jeonghan |                    |                                               |           | |                      |
| 90 | 9                  | "Insomnia-Zero" (Part 2)                      | Hoshi     | none | 23 tháng 3 năm 2020  |
| Vòng 2: Nói xấu và trò đùa ông chú Top 3: Dino, Vernon, Hoshi (vì hoshi là quản trò nên không được về nên người ở top 4 sẽ được về) Thành viên được về: Jun, Vernon, Dino Vòng 3: ASMR địa ngục Top 3 được về: Joshua. Mingyu, Seungkwan. Vòng 4: Trận đấu sinh tử (Người ngủ nhanh nhất sẽ được tan làm) Tan làm: Wonwoo => Woozi, người đã thua thử thách, phải cố gắng ngủ lần cuối cùng và rời khỏi |                    |                                               |           | |                      |
| 91 | 10                 | "Seventeen Brain Survival" (Part 1)           | none      | Rồi Sao? (Jun, Woozi, Seungkwan & Vernon) · Kwon-Kyu-Soo (Joshua, Hoshi & Mingyu) · Brainstorming (Wonwoo, DK, The8 & Dino)                                                                                    | 30 tháng 3 năm 2020  |
| Seventeen xác định ai là người có "bộ não tốt nhất" trong nhóm bằng cách chơi các trò chơi khác nhau. - Trò Chơi 1: Diễn tả, vẽ và đoán - - Luật chơi: Đội sẽ có 1 thành viên sẽ xem từ khóa sau đó chỉ được dùng hình học để diễn tả từ khóa đó Thành viên thứ 2 sẽ vẽ theo những gì mà người 1 đã mô tả Người còn lại sẽ nhìn tranh và đoán từ khóa đó Thời gian có mỗi đội là 3p => Đội Rồi sao? giành chiến thắng - Trò chơi 2: Rummikub - Luật chơi: Xem Rummikub => Đội BrainStoming giành chiến thắng Đội Rồi sao loại Seungkwan Đội Kwon-Kyu-Soo loại Hoshi - Trò chơi 3: Bóng chày bằng số - Luật chơi: Tương tự trò Bulls and Cows nhưng trong Going thì khi đoán đúng số sẽ hô "Ball" đoán đúng cả số và hàng của số sẽ hô " Strike" => Đội Kwon-Kyu-Soo giành chiến thắng Đội Rồi sao loại Jun Đội BrainStoming loại DK |                    |                                               |           | |                      |
| 92 | 11                 | "Seventeen Brain Survival" (Part 2)           | none      | Rồi Sao? (Jun, Woozi, Seungkwan & Vernon) · Kwon-Kyu-Soo (Joshua, Hoshi & Mingyu) · Brainstorming (Wonwoo, DK, The8 & Dino)                                                                                    | 6 tháng 4 năm 2020   |
| - Trò chơi 4: - Luật chơi: Khác với caro 2 người, trò này sẽ tiến hành với 3 đội chơi Ba đội sẽ lần lượt đặt các quan cờ lên bàn, đội đặt được 5 quân cờ liên tiếp sẽ thắng => Đội Rồi sao giành chiến thắng Đội Kwon-Kyu-Soo loại Joshua Đội BrainStoming loại Wonwoo - Vòng đặt biệt: vòng cứu trợ thí sinh - - Luật chơi: Ghi nhớ 12 tấm thẻ với các con số và dấu phép toán, Sử dụng số và dấu được cho, thực hiện phép toán để tạo ra con số mà staff ra đề thì sẽ được cứu Sẽ chỉ có 3 người được cứu! -> 3 người được cứu: Wonwoo, DK, Hoshi - Vòng cuối: hỏi đáp OX => Mingyu giành chiến thắng |                    |                                               |           | |                      |
| 93 | 12                 | "SVT Escape Room" (Part 1)                    | Jun       | Chủ đề nhà khoa học điên rồ (Joshua, Jun, Hoshi & The8) · Chủ đề vụ án giết người (Jeonghan, Wonwoo, DK & Mingyu) · Chủ đề nghệ sĩ dương cầm chán nản (Woozi, Seungkwan, Vernon & Dino)                        | 14 tháng 4 năm 2020  |
| In 3 separate groups, Seventeen chia làm 3 nhóm cô gắng phá giải khóa và thử thách để thoát ra khỏi căn phòng thừ các lời giải ẩn sau các câu chuyện escape rooms. Các thành viên trong đội mất nhiều thời gian trốn thoát nhất sẽ phải đi một mình trong tập "The Tag" sắp tới (Eps. 27-28). Mỗi gợi ý được sử dụng thì thời gian thoát của nhóm đó se được cộng vào 10 phút. |                    |                                               |           | |                      |
| 94 | 13                 | "SVT Escape Room" (Part 2)                    | Jun       | Chủ đề nhà khoa học điên rồ (Joshua, Jun, Hoshi & The8) · Chủ đề vụ án giết người (Jeonghan, Wonwoo, DK & Mingyu) · Chủ đề nghệ sĩ dương cầm chán nản (Woozi, Seungkwan, Vernon & Dino)                        | 20 tháng 4 năm 2020  |
| - Kết quả Hạng 1: Woozi, Seungkwan, Vernon & Dino (65p và 3 gợi ý) Hạng 2: Jeonghan, Wonwoo, DK & Mingyu (64p và 4 gợi ý) Hạng cuối: Joshua, Jun, Hoshi & The8 (75p và 3 gợi ý) => Woozi, Seungkwan, Vernon & Dino là đọi hoàn thành thử thách đầu tiên. Joshua, Jun, Hoshi & The8 tốn nhiều thời gian để trốn thoát nhất và sẽ phải tham gia với tư cách cá nhân trong tập "The Tag" sắp tới (Eps. 27-28) |                    |                                               |           | |                      |
| 95 | 14                 | "Delivery Food Fighter" (Part 1)              | none      | none | 27 tháng 4 năm 2020  |
| Seventeen sẽ được ăn nhiều loại thức ăn mang về xung quanh Gangnam và trong suốt chương trình chỉ được nói những điều phi thực tế (bất kỳ thông tin thực tế nào vô tình được đề cập trong quá trình quay phim đều được cố tình chỉnh sửa). Họ ghé thăm Nonhyeon-dong để tìm Món ăn Hàn Quốc, và Yeoksam-dong để tìm nền Ẩm thực México và nền Ẩm thực Mỹ. Ở Nonhyeon-dong - Món thứ 1: Peon-Yukhoe - Món thứ 2: Phần đặc biệt của thịt lợn - Món thứ 3: cá đù vàng khô Corvina Ở Yeoksam-dong - Món thứ 4: Bánh Echilada - Món thứ 5: Burrito - Món thứ 6:Bánh Taco - Món thứ 7: Texas BBQ |                    |                                               |           | |                      |
| 96 | 15                 | "Delivery Food Fighter" (Part 2)              | none      | none | 4 tháng 5 năm 2020   |
| Seventeen đến Samseong-dong để thưởng thức Ẩm thực Trung Quốc, và Cheongdam-dong cho món tráng miệng. Ở Samseong-dong - Món thứ 8: Mala xiang guo - Món thứ 9: Laziji - Món thứ 10: Di san xian Ở Cheongdam-dong - Món thứ 11: Kem - Món thứ 12: Iced hotteok - Món thứ 13: Macaron |                    |                                               |           | |                      |
| 97 | 16                 | "Human Chess" (Part 1)                        | Wonwoo    | Team Wonwoo (S.Coups, Jun, Wonwoo, Woozi, DK & Seungkwan) · Team Mingyu (Jeonghan, Joshua, Hoshi, Mingyu, The8, Vernon & Dino)                                                                                 | 11 tháng 5 năm 2020  |
| Seventeen chơi một phiên bản sửa đổi của cờ người - Luật chơi: - Mỗi đội sẽ có 1 người chơi và 6 quân cờ người - Khi những quân cờ người gặp nhau học sẽ chơi một trò chơi bí mật để tấn công quân cờ kia - Quân cờ thua sẽ chết - Thể lệ mini game khởi đầu: - Mỗi đội sẽ chọn ra 3 hồn ma tốt và 3 hồn ma xấu - Mỗi quân cờ có thể dia chuyển một ô về phía trước, phía sau, bên trái hoặc bên phải và có thể tấn công đọi chơi khác thông qua trò chơi vật tay Cách để chiến thắng mini game 1. Khi đi qua mũi tên của đội kia 2. Khi giết được toàn bộ những hồn ma tốt của đọi kia 3. Khi giết những hồn ma xấu Phần thưởng khi chiến thắng mini game là có thể biết hết trò chơi bí mật của đối thủ. Các trò chơi bí ẩn: Ném giày Trò chơi may rủi (trò chơi đâm hải tặc bằng thanh kiếm) Trò chơi ghi nhớ Trò chơi DK Vật ngón tay Vòng 1: Mini game: Mingyu vs Seungkwan -> Seungkwan chiến thắng Mingyu vs Wonwoo Hoshi - Venteen <quân tốt> Joshua - DK <quân mã> Vernon - Jun <quân tượng> Jeonghan - S.Coups <quân xe> Dino - Seungkwan <quân hậu> The8 - Woozi <vua> => Team Mingyu thắng Vòng 2: Mingyu vs Jun Hoshi - Venteen <quân tốt> Joshua - DK <quân mã> Vernon - Wonwoo <quân tượng> The8 - S.Coups <quân xe> Dino - Seungkwan <quân hậu> Jeonghan - Woozi <vua> |                    |                                               |           | |                      |
| 98 | 17                 | "Human Chess" (Part 2)                        | Wonwoo    | Team Wonwoo (S.Coups, Jun, Wonwoo, Woozi, DK & Seungkwan) · Team Mingyu (Jeonghan, Joshua, Hoshi, Mingyu, The8, Vernon & Dino)                                                                                 | 18 tháng 5 năm 2020  |
| Vòng 2 (tt) => Team Wonwoo chiến thắng Vòng cuối: Vernon vs DK Hoshi - Venteen <quân tốt> Joshua - Jun <quân mã> Mingyu - Wonwoo <quân tượng> The8 - Seungkwan <quân xe> Dino - Woozi <quân hậu> Jeonghan - S.Coups <vua> => Team Wonwoo chiến thắng Team Wonwoo toàn thắng |                    |                                               |           | |                      |
| 99 | 18                 | "Debate Night II" (Part 1)                    | Wonwoo    | Hold Up (S.Coups, Jun Woozi, Mingyu, Seungkwan & Dino) · Kkikkikki (Jeonghan, Joshua, Hoshi, DK, The8 & Vernon)                                                                                                | 1 tháng 6 năm 2020   |
| Các chủ đề tranh luận: Kkikkikki vs Hold up - Miễn dịch với cái lạnh (thấy cực nóng từ tháng 4 -> tháng 9) vs miễn dịch vs cái nóng (thấy cực lạnh từ tháng 10 -> tháng 3) - Dịch chuyển tức thời (· sau 10s sẽ quay lại vị trí ban đầu · được áp dụng vs tất cả mọi thứ bạn chạm vào · có 10% khả năng không thể quay về vị trí ban đầu ) vs Bật nhảy thời gian (·thời gian quay lại 3s trước · 10% khả năng đến tương lai trong 3s) |                    |                                               |           | |                      |
| 100 | 19                 | "Debate Night II" (Part 2)                    | Wonwoo    | Hold Up (S.Coups, Jun Woozi, Mingyu, Seungkwan & Dino) · Kkikkikki (Jeonghan, Joshua, Hoshi, DK, The8 & Vernon)                                                                                                | 8 tháng 6 năm 2020   |
| Các chủ đề tuần này: - Dịch chuyển tức thời (· sau 10s sẽ quay lại vị trí ban đầu · được áp dụng vs tất cả mọi thứ bạn chạm vào · có 10% khả năng không thể quay về vị trí ban đầu ) vs Bật nhảy thời gian (·thời gian quay lại 3s trước · 10% khả năng đến tương lai trong 3s) (tt) - Sống vs chuột 1 năm (·Chuột cao 187 cm · rất sạch sẽ, lịch sự và có thể nói tiếng hàn) vs Sống trong hình hai chuột một năm (·Vẫn có ý thức mình là con người · Sau khi trở lại làm người giữ những thói quen của chuột trong 1 năm) - Thị giác tuyệt đối (·Nhìn được viên đạn bay · nhìn tự do trong bán kính 1km) vs Thính giác tuyệt đối (· Nghe được tâm tư của ngường khác · Nghe được âm thanh trong bán kính 1km · Nhưng cũng phải nghe những gì không muốn nghe) |                    |                                               |           | |                      |
| 101 | 20                 | "Pie in the Sky"                              | none      | none | 15 tháng 6 năm 2020  |
| Đội chiến thắng trong trò chơi cờ người (Đội Wonwoo) trong tập 16-17 có một bữa ăn ngon trong khi đội thua (Đội Mingyu) phục vụ . Để có thể tham gia bữa ăn chiến thắng của Team Wonwoo, Hoshi và Jeonghan đã sử dụng phiếu điều ước mà họ giành được từ các tập 17-18 của Going Seventeen 2019 ("Escape Singer Room") và Tập 24 ("Sân chơi SVT" Phần 2) |                    |                                               |           | |                      |
| 102 | 21                 | "Four-wheeled Rider" (Part 1)                 | Jeonghan  | S.Coups, Jeonghan, Hoshi, Woozi, DK & Mingyu · Joshua, Jun, Wonwoo, The8, Seungkwan, Vernon & Dino | 29 tháng 6 năm 2020  |
| Tại thành phố Gimpo, Seventeen chia là 2 đội thi đấu go-kart racing. - Luật chơi: 1. Chia làm 2 đội đua với nhau 2. Gồm 3 vòng lần lượt là vòng loại, bán kết, chung kết 3. Vòng loại bao gồm 3 vòng đua tốc độ, Top 8 sẽ được vào vòng bán kết 4. Trận bán kết gồm 2 vòng đua, người chiến thắng ở mỗi vòng sẽ được vào thẳng trận chung kết 5. Trận chung kết có 1 vòng đua, người thắng sẽ nhận được phần thưởng, đội thua sẽ bị phạt Mini Game: ·Lái xe 4 bánh · Nếu bắt được Jigsaw ở phương hướng đối diện sẽ nhận được vật phẩm ·Có thể sử dụng vật phẩm trong những cuộc đua sử dụng vật phẩm -> Hoshi, Woozi, Vernon (Lấy được súng nước) Vòng loại: 1. Joshua, Seungkwan, The8 vs S.Coups, Hoshi, Mingyu. Thứ tự: Hoshi -> Mingyu -> The8 -> S.Coups -> Seungkwan -> Joshua 2. Jun, Vernon vs Jeonghan, Woozi Thứ tự: Vernon -> Jun -> Jeonghan -> Woozi 3. Wonwoo, Dino vs Woozi, DK Thứ tự: Dino -> Wonwoo -> Woozi -> DK Xếp hạng: Dino -> Hoshi -> Wonwoo -> Mingyu -> The8 -> Vernon -> S.Coups -> DK -> Seungkwan -> Jun -> Joshua -> Jeonghan -> Woozi |                    |                                               |           | |                      |
| 103 | 22                 | "Four-wheeled Rider" (Part 2)                 | Jeonghan  | S.Coups, Jeonghan, Hoshi, Woozi, DK & Mingyu · Joshua, Jun, Wonwoo, The8, Seungkwan, Vernon & Dino | 6 tháng 7 năm 2020   |
| Vòng bán kết (vòng đua vật phẩm) - Luật chơi: Mỗi đội của ra 2 thành viên đua 2 vòng quanh trường đua và lấy vật phẩm - - Vật phẩm: . Chuối (Ăn hết 1 trái mới được tiếp tục cuộc đua) . Woozuso (Quay 5 vòng voi mới được tiếp tục cuộc đua) . Tăng tốc (Booster tự động đẩy xe trong 3s) . Rào chắn (Ngăn chặn người hạng bằng rào chắn) . Boom nước (Bị tấn công bằng súng nước trong 5s) 1. Wonwoo, The8 vs S.Coups, Hoshi Thứ tự: Hoshi -> The8 -> S.Coups -> Wonwoo 2. Vernon, Dino vs Mingyu, DK Thứ tự: Mingyu -> Dino -> DK -> Vernon Trận chiến hồi sinh: . Mỗi đội cử ra 2 thành viên . Đeo mặt nai jigsaw để cho mắt . Nếu đi tới đích đến thì sẽ thành công . Mỗi lầm đụng vào chóp cao su sẽ bị trừ 1 điểm . 2 người có điểm cao nhất sẽ vào được vào chung kết => S.Coups, Jeonghan lọt vào vòng chung kết Vòng chung kết Xếp hạng: Mingyu -> Hoshi -> S.Coups -> Jeonghan => S.Coups, Hoshi and Mingyu lần lượt xếp hạng 3rd, 2nd and 1st place Joshua, The8 and Vernon phải đi rửa xe |                    |                                               |           | |                      |
| 104 | 23                 | "Ad-lib: Seventeen's Got Talent" (Part 1)     | none      | Giám khảo (S.Coups, Jeonghan & Seungkwan) · Thí sinh dự thi (all other members of Seventeen) | 13 tháng 7 năm 2020  |
| Các thành viên Seventeen sẽ làm một sân khấu ngẫu hứng trong đó mười người trong số họ đóng vai trò là người thử giọng cho chương trình tài năng trong khi ba thành viên còn lại đóng vai trò giám khảo của buổi thử giọng. Một máy mát xa kích thích cơ bằng điện (EMS) được gắn vào vai của mỗi người và khi người đó cười thì sẽ bị giật điện . - Giám Khảo S.Coups: huấn luận viên dance (huấn luận viên thể hình) Jeonghan: Superstar Seungkwan: Giám đốc của Seventeen Got's Talent - Thí sinh dự thi: Hoshi (Raper chậm như lười): MC Hi Pass Wonwoo (chàng trai không biết đau): Đau cơ bắp Jun (Musical Guy): Moon Arthur DK (Angry Ballad): Angry Cúc Cu Dino (Ảo thuật gia mặt dày): Ảo thuật gia vĩ đại Dino |                    |                                               |           | |                      |
| 105 | 24                 | "Ad-lib: Seventeen's Got Talent" (Part 2)     | none      | Giám khảo (S.Coups, Jeonghan & Seungkwan) · Thí sinh dự thi (all other members of Seventeen) | 20 tháng 7 năm 2020  |
| - Thí Sinh Mingyu (Dancing Machine): Tay nhảy Anyang Dino (): Lee Chan 14 tuổi Woozi (Chàng trai dọn dẹp): Woozi dọn dẹp (Chi woozi) Vernon (chàng trai khống chế vị giác): Da Ja Co Ja( Bất thình lình) Joshua (A.I): ShuBot The8 (Chàng trai tăng động): Moon Junhui |                    |                                               |           | |                      |
| 106 | 25                 | "The8 and the 12 Shadows" (Part 1)            | The8      | none | 27 tháng 7 năm 2020  |
| Các thành viên của Seventeen chơi một trò chơi trong đó họ di chuyển quanh nhà và người chơi thứ 2 đến thứ 13 (cuối cùng) trong hàng đợi — được gọi chung là cái bóng — sẽ bắt chước hành động và lời nói của Chủ thể_ người chơi đầu tiên trong xếp hàng. Bắt đầu với The8, chủ thể thay đổi cứ sau năm phút cho đến khi tất cả mười ba thành viên đều trở thành chủ thể. |                    |                                               |           | |                      |
| 107 | 26                 | "The8 and the 12 Shadows" (Part 2)            | The8      | none | 3 tháng 8 năm 2020   |
| Các thành viên của Seventeen chơi một trò chơi trong đó họ di chuyển quanh nhà và người chơi thứ 2 đến thứ 13 (cuối cùng) trong hàng đợi — được gọi chung là cái bóng — sẽ bắt chước hành động và lời nói của Chủ thể_ người chơi đầu tiên trong xếp hàng. Bắt đầu với The8, chủ thể thay đổi cứ sau năm phút cho đến khi tất cả mười ba thành viên đều trở thành chủ thể. Sau khi thay đổi thủ lĩnh hết 1 vòng thì vongd thứ 2 mỗi người sẽ có 1p làm chủ thể |                    |                                               |           | |                      |
| 108 | 27                 | "The Tag" (Part 1)                            | Jun       | Nhóm đi đầu tiên(Jun, Woozi, Vernon & Dino) · Nhóm đi thứ 2(Jeonghan & Wonwoo) · Nhóm đi thứ 3 (Mingyu & Seungkwan) · Nhóm đi thứ 4 (Joshua & Hoshi) · Nhóm đi thứ 5 (The8) · nhóm đi cuối cùng (S.Coups & DK) | 10 tháng 8 năm 2020  |
| Seventeen sẽ chơi trò chơi Đuỏi bắt ở một nhà máy bỏ hoang tối tăm, trong đó mỗi nhóm người chơi sẽ tìm kiếm trong khu vực trò chơi để tìm chìa khóa cửa thoát (có 3 chìa khóa có thể mở được lối ra) và tránh sự tấn công của 3 tên sát nhân _ đang cosplay các nhân vật phản diện tong các phim kinh dị viễn tưởng khác nhau. Mặc dù cách chia nhóm ban đầu đã được xác định thông qua các Tập 12-13 ("SVT Escape Room"), các thành viên yếu tim hoặc sử dụng phiếu điều ước mà họ giành được từ các tập trước hoặc thương lượng với các thành viên khác, dẫn đến sự thay đổi thành viên trong nhóm. Nhóm đi đầu tiên(Jun, Woozi, Vernon & Dino): Trốn thoát thất bại Nhóm đi thứ 2(Jeonghan & Wonwoo): Trốn thoát thành công Nhóm đi thứ 3 (Mingyu & Seungkwan): Trốn thoát thành công |                    |                                               |           | |                      |
| 109 | 28                 | "The Tag" (Part 2)                            | Jun       | Nhóm đi đầu tiên(Jun, Woozi, Vernon & Dino) · Nhóm đi thứ 2(Jeonghan & Wonwoo) · Nhóm đi thứ 3 (Mingyu & Seungkwan) · Nhóm đi thứ 4 (Joshua & Hoshi) · Nhóm đi thứ 5 (The8) · nhóm đi cuối cùng (S.Coups & DK) | 17 tháng 8 năm 2020  |
| Nhóm đi thứ 4 (Joshua & Hoshi): Trốn thoát thất bại Nhóm đi thứ 5 (The8):Trốn thoát thành công Nhóm đi cuối cùng (S.Coups & DK): Trốn thoát thành công - Những người trốn thoát thất bại (Jun, Woozi, Vernon, Dino, Joshua, Hoshi) có hình phạt là phải vào lại nhà máy quay Vlog trong vòng 17p và các thành viên phải chơi trò chơi để chọn ra người đi vào trong => Jun |                    |                                               |           | |                      |
| 110 | 29                 | "Christmas in August" (Part 1)                | Vernon    | Super Bunny Man (trò chơi thỏ điên) (S.Coups, Mingyu, The8, Vernon & Dino) · Getting Over It (Joshua, Jun, Wonwoo & DK) · Stilt Fella (Jeonghan, Hoshi, Woozi & Seungkwan)                                     | 24 tháng 8 năm 2020  |
| Seventeen chia thành ba đội và chơi trò chơi điện tử trong vòng ba giờ trong các căn phòng có nhiệt độ lên tới 30 ° C trong khi các thành viên mặc bộ đồ ông già Noel, vượt qua level quy định sẽ được tan làm (Trò chơi thỏ điên : vượt qua level 8 được cởi bộ đồ ông già noel -> level 17 được tan làm · Getting Over It: vượt qua 'Devil's Chimney hay còn gọi là Butthole của quỷ sẽ được cởi bộ đồ ông già noel -> 'Furniture Land' được tan làm· Stilt Fella: vượt qua level 8 'Biển' được cởi bộ đồ ông già noel -> level 17 'Sân thượng' được tan làm) |                    |                                               |           | |                      |
| 111 | 30                 | "Christmas in August" (Part 2)                | Vernon    | Super Bunny Man (S.Coups, Mingyu, The8, Vernon & Dino) · Getting Over It (Joshua, Jun, Wonwoo & DK) · Stilt Fella (Jeonghan, Hoshi, Woozi & Seungkwan)                                                         | 31 tháng 8 năm 2020  |
| Đội Super Bunny Man hoàn thành sớm nhất tiếp đến là độiStilt Fella cuối cùng đội Getting Over It không thể hoàn thành trò chơi nhưng vì hết thời gian nên phải tan làm |                    |                                               |           | |                      |
| 112 | 31                 | "Mousebusters" (Part 1)                       | none      | Chuột (Jun, Hoshi, Wonwoo & Woozi) · Mousebusters (all other members of Seventeen) | 7 tháng 9 năm 2020   |
| Biệt danh của đội bắt chuột: S.Coups: Mr. Lạc Đà Jeonghan: Mr. Samsam Joshua: Giả vờ Gentlement The8: Mr. Tea Time Mingyu: Mr. Human Balloon DK: Mr. bánh chiên Seungkwan: Mr. Thomas Vernon: Mr. Chew Dino: Gillette - Kỹ năng đặc biệt của chuột: 1. Triệu hồi tất cả các busters về trụ sở chính (max 3 lần) 2. Cứu 1 con chuột ở lồng ở khoảng cách xa (max 3 lần) 3. Thoát khỏi lông khi tất cả 4 con đều bị nhốt vào lồng (1 lần) 4. khi busters bị chuột chạm vào sẽ không được sử dụng năng lực trong 10p - Cách bắt chuột Mỗi thành viên sẽ có 1 khẩu súng nước và phải tô màu lên toàn bộ phần bụng của 4 con chuột - Luật: Trò chơi được giới hạn trong 2 tiếng Khi tất các con chuột bị bắt busters thắng Nếu ít nhất có 1 con chuột còn sống chuột thắng 15p trước khi kết thúc trò chơi, không thể trốn thoạt hoặc giải cứu được nữa |                    |                                               |           | |                      |
| 113 | 32                 | "Mousebusters" (Part 2)                       | none      | Rats (Jun, Hoshi, Wonwoo & Woozi) · Mousebusters (all other members of Seventeen) | 14 tháng 9 năm 2020  |
| 114 | 33                 | "Mousebusters" (Part 3)                       | none      | Rats (Jun, Hoshi, Wonwoo & Woozi) · Mousebusters (all other members of Seventeen) | 21 tháng 9 năm 2020  |
| Chuột chiến thắng nên các busters phải chịu phạt và sau khi bàn bạc thì sẽ chọn ra 1 người phải chịu phạt bằng cách chơi game =>DK phải chịu hình phạt đập bột |                    |                                               |           | |                      |
| 115 | 34                 | "Bad Clue" (Part 1)                           | Woozi     | none | 28 tháng 9 năm 2020  |
| Các thành viên của Seventeen (ngoại trừ Seungkwan) chơi một trò chơi nhập vai trong đó mười hai người chơi đảm nhận các vai Nhân vật trong câu chuyện kể về mười hai vị khách tham dự một bữa tiệc bí mật do Park Tae-san, Chủ tịch của bSK Conglomerate (công ty) tổ chức. Người chơi phải suy luận ra những bí mật của gia đình Park với những gợi ý trong địa điểm và khách bắt đầu biến mất từng người một. - Giới thiệu nhân vật 1. S.Coups: Choi Seungcheol (72 tuổi)(phó chủ tịch bSK) 2. Jeonghan: Park Jeonghan (29 tuổi)(con trai riêng) 3. Joshua: Hong Jisoo (41 tuổi)(luật sư riêng của gia đình họ Park) 4. Jun: Moon Junhui (60 tuổi)(quản gia) 5. Wonwoo: Jeon Wonwoo (43 tuổi)(bác sĩ riêng của gia đình họ Park) 6. Hoshi: Kwon Soonyoung (47 tuổi)(nhà báo)_kí giả Kwon của "một bước tiến" 7. Woozi: Lee Jihoo (40 tuổi)(thám tử) 8. The8: Seo Myeongho (55 tuổi)(thành viên hội đồng quản trị bSK)_phó giám đốc 9. Mingyu: Park Mingyu (25 tuổi)(cháu trai chủ tịch) 10. DK: Park Seokmin (43 tuổi)(con trai thứ 2 của chủ tịch)_giám đốc chi nhánh chính của bSK 11. Vernon: Chew Hasol (47 tuổi)(thư kí điều hành) 12. Dino: Lee Chan (48 tuổi)(công tố viên)                                                                                                   |                    |                                               |           | |                      |
| 116 | 35                 | "Bad Clue" (Part 2)                           | Woozi     | none | 5 tháng 10 năm 2020  |
| Khi trò chơi kết thúc: Mingyu (với tư cách là cháu trai của Chủ tịch Park Tae-san, Park Min-gyu) là người duy nhất còn lại trong địa điểm cho đến khi chính anh ta cũng biến mất. Trong phần kết, Seungkwan (với tư cách là người dẫn chương trình truyền hình) báo cáo về "vụ thảm sát tập đoàn bSK" và tiết lộ rằng Park Mingyu, người mắc chứng rối loạn đa nhân cách và được cho là vừa là người sống sót duy nhất vừa là nghi phạm chính của vụ việc -> đã mất tích. Trong cảnh hậu danh đề, tiết lộ rằng Park Min-gyu thực sự là thủ phạm đứng sau vụ thảm sát trong bữa tiệc, giết chết từng vị khách trong các nhân cách khác của anh ta. Cha của anh ta Park Joon-gi theo lời kể của trò chơi là đã tự sát.Trong những giây phút cuối cùng của trò chơi, con người ban đầu của Min-gyu được cho là đã không chống chọi nổi với tính cách khác, điều này sau đó đã thúc giục anh ta cuối cùng đã tự sát, do đó người chơi Mingyu biến mất khỏi khu vực trò chơi. Để thực hiện "tiêu diệt" (tức là loại khỏi trò chơi), nhân viên sản xuất đã yêu cầu tất cả người chơi "đoán" thứ tự loại người chơi bằng cách viết danh sách tên của người chơi vào một tờ giấy trước khi trò chơi chính thức bắt đầu — nhân viên sau đó đã theo dõi danh sách của Mingyu.                    |                    |                                               |           | |                      |
| 117 | 36                 | "SVTside Out"                                 | none      | none | 12 tháng 10 năm 2020 |
| Members of Seventeen (except Seungkwan) play inside an indoor sports playground in Hanam while they pretend to be inside Seungkwan's mind by behaving according to Seungkwan's emotions. |                    |                                               |           | |                      |
| 118 | 37                 | "Bungee Jump" (Part 1)                        | Dino      | none | 26 tháng 10 năm 2020 |
| Seventeen plays various mini-games to determine who among them shall proceed to bungee jumping. |                    |                                               |           | |                      |
| 119 | 38                 | "Bungee Jump" (Part 2)                        | Dino      | none | 9 tháng 11 năm 2020  |
| Seventeen plays various mini-games to determine who among them shall proceed to bungee jumping. |                    |                                               |           | |                      |
| 120 | 39                 | "Carnival"                                    | Joshua    | none | 23 tháng 11 năm 2020 |
| In the first ever "failure" of Going Seventeen to produce content, members of Seventeen are given a chance to release their stress and protest against the production team who are hanging their heads down in apology. |                    |                                               |           | |                      |
| 121 | 40                 | "Don't Lie II" (Part 1)                       | none      | Citizens (S.Coups, Jeonghan [as Broker], Joshua, Jun, Hoshi, Wonwoo [as Doctor], Woozi [as Police], DK, The8 & Seungkwan) · Mafia (Mingyu, Vernon & Dino)                                                      | 30 tháng 11 năm 2020 |
| In the second installment of the "Don't Lie" episode series, an additional role called "Broker" is added to the game's participants. Determining the amount of time added to the regular searching time (5 minutes) is determined through a "liar game", i.e. a player should make a untruthful statement without the other players noticing the lie. |                    |                                               |           | |                      |
| 122 | 41                 | "Don't Lie II" (Part 2)                       | none      | Citizens (S.Coups, Jeonghan [as Broker], Joshua, Jun, Hoshi, Wonwoo [as Doctor], Woozi [as Police], DK, The8 & Seungkwan) · Mafia (Mingyu, Vernon & Dino)                                                      | 7 tháng 12 năm 2020  |
| In the second installment of the "Don't Lie" episode series, an additional role called "Broker" is added to the game's participants. Determining the amount of time added to the regular searching time (5 minutes) is determined through a "liar game", i.e. a player should make a untruthful statement without the other players noticing the lie. The surviving Citizens successfully eliminate all Mafiosi and decide to share the prize among them. |                    |                                               |           | |                      |
| 123 | 42                 | "Going vs. Seventeen" (Part 1)                | S.Coups   | Seventeen · Going Seventeen Production Team | 14 tháng 12 năm 2020 |
| Seventeen engages in a friendly tournament against the Going Seventeen production team. The games to be played and the players from the two sides for each game are chosen through drawing lots, and a team should win three games out of a total of five in order to win the tournament. If Seventeen wins, the Going Seventeen production team's contract will be extended by a number of years (to be determined through Seventeen's discretion). If the Going Seventeen production team wins, Seventeen will edit the episode's post-credits scene and pay for the production team's dinner. |                    |                                               |           | |                      |
| 124 | 43                 | "Going vs. Seventeen" (Part 2)                | S.Coups   | Seventeen · Going Seventeen Production Team | 21 tháng 12 năm 2020 |
| Seventeen engages in a friendly tournament against the Going Seventeen production team. The games to be played and the players from the two sides for each game are chosen through drawing lots, and a team should win three games out of a total of five in order to win the tournament. If Seventeen wins, the Going Seventeen production team's contract will be extended by a number of years (to be determined through Seventeen's discretion). If the Going Seventeen production team wins, Seventeen will edit the episode's post-credits scene and pay for the production team's dinner. Seventeen wins (3-2) and secures their victory through an additional game which also resulted to their win. |                    |                                               |           | |                      |
| 125 | 44                 | "TTT (Hyperrealism Ver.)" (Part 1)            | none      | none | 28 tháng 12 năm 2020 |
| In Going Seventeen's third "TTT", Seventeen enjoys the company of each other in an unscripted, "hyperrealistic" year-end MT. |                    |                                               |           | |                      |
| 126 | 45                 | "TTT (Hyperrealism Ver.)" (Part 2)            | none      | none | 4 tháng 1 năm 2021   |
| In Going Seventeen's third "TTT", Seventeen enjoys the company of each other in an unscripted, "hyperrealistic" year-end MT. |                    |                                               |           | |                      |
| 127 | 46                 | "Going" (Part 1)                              | Mingyu    | none | 11 tháng 1 năm 2021  |
| Mingyu leads Seventeen in self-producing their photo magazine Going. Mingyu acts as the main photographer, along with his assistants S.Coups and Dino. Joshua and The8 as fashion stylists; Jun and Woozi as hair stylists; Wonwoo as the videographer in-charge for documenting the shoot's behind-the-scenes; and Seungkwan, DK and Hoshi as DJs for the shoot's after-party. |                    |                                               |           | |                      |
| 128 | 47                 | "Going" (Part 2)                              | Mingyu    | none | 18 tháng 1 năm 2021  |
| Mingyu leads Seventeen in self-producing their photo magazine Going. Mingyu acts as the main photographer, along with his assistants S.Coups and Dino. Joshua and The8 as fashion stylists; Jun and Woozi as hair stylists; Wonwoo as the videographer in-charge for documenting the shoot's behind-the-scenes; and Seungkwan, DK and Hoshi as DJs for the shoot's after-party. |                    |                                               |           | |                      |
| — | —                  | "Going Seventeen 2020 CARAT Awards"           | Seventeen | — | 7 tháng 4 năm 2021   |
| Seventeen presents the top 13 episodes of Going Seventeen 2020 as ranked by CARATs. The Top 13 Episodes of Going Seventeen 2020 1. "TTT (Hyperrealism Ver.)" (Eps. 44-45) - 19.5% 2. "Don't Lie II" (Eps. 40-41) - 8.4% 3. "The Tag" (Eps. 27-28) - 8.0% 4. "Bad Clue" (Eps. 34-35) - 6.7% 5. "Insomnia-Zero" (Eps. 8-9) - 5.7% 6. "Four-wheeled Rider" (Eps. 21-22) - 5.2% 7. "Ad-lib: Seventeen's Got Talent" (Eps. 23-24) - 5.2% 8. "Don't Lie" (Eps. 3-4) - 4.8% 9. "Carnival" (Ep. 39) - 4.7% 10. "Mousebusters" (Eps. 31-33) - 3.7% 11. "Boo Seung-kwan's Past Life Destiny" (Eps. 5-7) - 3.7% 12. "Going" (Eps. 46-47) - 3.5% 13. "Debate Night II" (Eps. 18-19) - 3.5% |                    |                                               |           | |                      |

### Seventeen2021
Từ tâp 27 phát sóng ngày 20 tháng 10 năm 2021, Going Seventeen đã có phụ đề tiếng Việt

## Nhạc phim
Nhạc phim của Going Seventeen bao gồm các bài hát chủ đề mở đầu và kết thúc của chương trình đều do các thành viên Seventeen Woozi, Jeonghan, Hoshi, DK và Seungkwan sáng tác. Cả hai đều được thu âm bởi toàn bộ Seventeen và ra mắt vào ngày 17 tháng 6 năm 2019 trong tập thứ 8 của Going Seventeen 2019.
Quá trình sản xuất của bài hát chủ đề mở đầu và bài hát kết thúc đã được ghi lại và giới thiệu trong các tập 6 và 7 của Going Seventeen 2019. Trong tập 6: "Making the Going Seventeen Opening Song" (phát sóng ngày 20 tháng 5 năm 2019), đã tiết lộ rằng Woozi đã sản xuất trước bốn bảng nhạc và để các thành viên của nhóm sáng tác và chọn bảng nhạc nào trong số đó sẽ phù hợp để làm nhạc chủ đề mở đầu và kết thúc. Sau đó, các nhà thành viên đã viết lời và thu âm các bản demo của bài hát, với Woozi đảm nhiệm phần sản xuất. Sau đó, toàn bộ Seventeen đã nhất trí thông qua các bài hát và thảo luận về việc sản xuất các phiên bản cuối cùng của bài hát và quay chuỗi chủ đề của chương trình. Hậu trường thu âm các bài hát và quay chuỗi tiêu đề được giới thiệu trong tập 7: "Making the Going Seventeen Opening Video" (phát sóng ngày 3 tháng 6 năm 2019).
 